# Anna Lihammer
Anna Lihammer, född 1973 i Malmö, är en svensk författare och arkeolog. Hon disputerade i arkeologi vid Lunds universitet 2007 på en doktorsavhandling som problematiserar bilden av den danska riksbildningen under den yngre järnåldern. Avhandlingen belönade med Nils Karleby-stipendiet för forskning kring skånsk kulturhistoria ur ett underifrån-perspektiv. Hennes senare forskning har handlat om vikingatiden, den tidiga medeltiden samt det moderna samhällets arkeologi.
Förutom vetenskapliga artiklar har Lihammer därtill skrivit populärvetenskapliga böcker om arkeologi och varit redaktör för forskningstidskriften Current Swedish Archaeology.
År 2014 debuterade Lihammer som skönlitterär författare med den historiska thrillern Medan mörkret faller, som utspelar sig 1934. Romanen utsågs till årets bästa deckardebut 2014 av Svenska Deckarakademien. Fler kriminalromaner följde de följande åren.

### Populärvetenskap
- Arkeologiska upptäckter i Sverige, 2010
- Vikingatidens härskare, 2012, Årets bok om svensk historia 2012
- Vikingen: en historia om 1800-talets manlighet (tillsammans med Ted Hesselbom)
- Vikingatider: när världen öppnades, 2023 (tillsammans med Ted Hesselbom), Årets bok om svensk historia 2023

### Skönlitteratur
- Medan mörkret faller, 2014
- Än skyddar natten, 2015
- Där gryningen dröjer, 2016
- Med dig vågar jag allt, 2016 (tillsammans med Ted Hesselbom)
- Solitairen, 2018 (tillsammans med Ted Hesselbom)
- Catalana, 2020 (tillsammans med Ted Hesselbom)

### Akademisk litteratur
- Bortom riksbildningen: människor, landskap och makt i sydöstra Skandinavien, 2007
- The forgotten ones: small narratives and modern landscapes, 2011

## Priser och utmärkelser
- Nils Karleby-stipendiet 2010
- Årets bok om svensk historia 2012
- Årets deckardebut 2014